# 中夜久野村
中夜久野村（なかやくのむら）は、京都府天田郡にあった村。現在の福知山市夜久野町の南西部にあたる。

## 地理
- 河川：牧川

## 歴史
- 1889年（明治22年）4月1日 - 町村制の施行により、日置村・末村・大油子村・高内村・小倉村の区域をもって発足。
- 1956年（昭和31年）9月30日 - 下夜久野村と合併して夜久野町が発足。同日中夜久野村廃止。

## 交通

### 鉄道路線
村域を日本国有鉄道の山陰本線が通過したが、駅は所在しなかった。

### 道路
- 国道9号